# Château Palmer

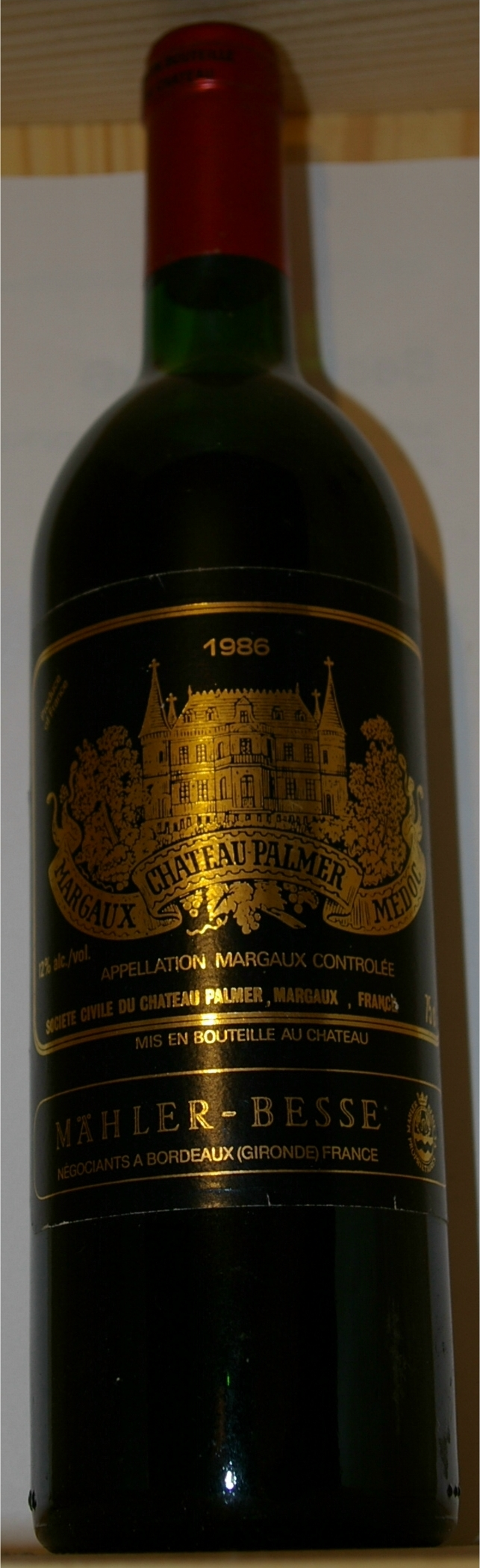
Château Palmer 1986

Château Palmer is een wijndomein in Bordeaux en een derde cru uit het classificatiesysteem voor Bordeauxwijn van 1855. Het ligt in het dorp Cantenac, dat valt onder de appellation Margaux.

De oppervlakte van de wijngaarden is ongeveer 52 ha met een aanplant van cabernet sauvignon (47%), merlot (47%) en petit verdot (6%). De gemiddelde leeftijd van de wijnstokken is 30 jaar. 100% van het sap wordt vergist op staal (inox). De gemiddelde productie per jaar is 25.000 kisten van 12 flessen.
De wijn is niet heel expressief in de jeugd en heeft tijd nodig om de ware aard te tonen. Alleen wanneer de wijn zich begint te ontvouwen, in goede jaren na een jaar of 10, toont zij haar gratie en finesse, met een verfijning en intensiteit die kan worden toegeschreven aan de bijdrage van Cantenac aan het palet van Margaux. Palmer is een lieflijke wijn, waarbij recente jaargangen als 1983 (beter dan 1982), 1985, 1986, 2000 en 2002 indruk maken. Palmer moet gerekend worden tot de beste wijnen van de Bordeaux. Het is een zeer compacte en intense wijn. Een cru die souplesse, charme en rondeur weet te brengen met een strakke, zuivere intensiteit. Een derde van de eiken barriques wordt jaarlijks vernieuwd.

## Geschiedenis van het château
Hoewel de wijngaard, onder de naam Palmer, pas uit 1814 stamt en het château uit de jaren zestig van de 19e eeuw, gaat de oorsprong van dit beroemde domein meer dan een eeuw verder terug. Ze liggen bij het toen belangrijke landgoed van Issan, de belangrijkste seigneurie in Cantenac. In 1729 was er een splitsing tussen de eigendommen van de families Foix-Candales en Castelnau-Eissenhault. Een verdere opdeling vond plaats in 1748. Het schijnt dat de oorzaak erin lag dat een lid van een van de vele takken van de Gascq familie de gelegenheid greep wat land te kopen en een wijngaard te planten. Tegen het einde van de eeuw werd de wijnstok al op 50 ha verbouwd. Maar de reputatie van de geproduceerde wijn was op dat moment nog niet zo groot als die van sommige omringende châteaus. Die reputatie werd opgebouwd door de volgende eigenaar.

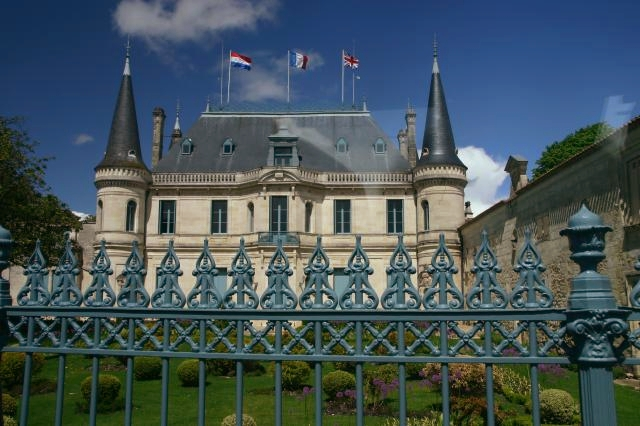
Château Palmer

Deze volgende eigenaar was majoor-generaal Charles Palmer. Hij kocht de eigendommen over van een juist weduwe geworden mevrouw De Gascq, veranderde de naam en stopte in de loop van de volgende 15 jaar zijn hele vermogen in het landgoed, verdrievoudigde de wijngaarden en vestigde de naam als derde cru. Omdat hij geen zakenman was en voortdurend werd afgezet door zijn managers ter plaatse, overspeelde hij uiteindelijk zijn hand. De bank executeerde in 1843. Zo snel als het landgoed was uitgebreid, werd het nu ontmanteld. Toen de Portugees-Joodse financiers familie Pereires in 1853 Palmer kochten resteerden nog slechts ongeveer 27 ha wijngaarden. Op het hoogtepunt was dat 82 ha geweest. Het tijdperk Pereire duurde tot 1938. Palmer werd toen verkocht aan een consortium van vier plaatselijke namen, waarvan vandaag de dag nog twee resteren: Mahler-Besse en Sichel.
Palmer maakt al tientallen jaren uitmuntende wijnen en heeft zelden fouten gemaakt in die periode. Vooral in de jaren zestig werden enkele uitzonderlijke jaargangen geproduceerd, een periode waarin het nabijgelegen Château Margaux onder de maat presteerde en nog voor de opkomst van de andere "Super Seconds" zoals Château Pichon Longueville Comtesse de Lalande.
In de jaren twintig maakte het château enkele jaargangen witte wijn.